# Indigofera buchananii
Indigofera buchananii är en ärtväxtart som beskrevs av Burtt Davy. Indigofera buchananii ingår i släktet indigosläktet, och familjen ärtväxter. Inga underarter finns listade i Catalogue of Life.